# ヨハネス・ゴスヴァイラー
ヨハネス・ゴスヴァイラー（Johannes Gossweiler、英語名表記：John Gossweiler、ポルトガル語表記：João Gossweiler、1873年12月24日 - 1952年2月19日）はスイス生まれの植物学者である。アフリカのアンゴラで植物研究をした。ゴスヴァイラーの集めたアフリカの植物の標本は大英博物館、イギリスの王立植物園（キューガーデン）、ポルトガルのコインブラ大学、リスボン植物センターやアメリカの栽培業者に送られた。同様の標本はアンゴラの農学研究センター（Instituto de Investigação Agronómica）の標本館などでも保存されている。

## 生涯

, J. Gossweiler 13937 (BD)

スイスのレーゲンスドルフで生まれた。チューリッヒ、シュトゥットガルト、ドレスデンで園芸を学んだ。ロンドンに移り、4年間サウス・ケンジントンの王立科学学校（Royal College of Science in South Kensington）、1897年からキュー・ガーデンで学んだ。海外植民地の植物の研究を行ったキュー・ガーデンの植物学者、ウィリアム・ターナー・シセルトン＝ダイアー(William Turner Thiselton-Dyer）の影響を受けてアンゴラのルアンダ植物園で、アンゴラ政府のために働くため移住し、没するまでアンゴラの植物を研究した。
ゴスバイラーは植物園を充実させるために、ルアンダ周辺沿岸部とマランジェ高原での収集を始め、1905年にはGanguelaとBié高原地域のゴムの土着植物資源を研究し、オカヴァンゴ川沿いの多くの新種植物を集めた。
放棄されたプランテーションの跡に1907年に'Cazengo Colonial Garden'が設立され、ゴスヴァイラーは後に園長になった。アンゴラの固有種とスリランカ、ゴア、マレーシア、熱帯アメリカの植物が集められた。第一次世界大戦後は一時、'Fomento Geral de Angola' で働くが、1927年にアンゴラ政府のために働き、綿栽培の実験を行い、コーヒーの疾病の調査を行った。この間、Cazengo南部の植物をコレクションに加えた。その後、ポルトガルに戻り、コインブラ大学、リスボン植民地庭園で自らのコレクションの整理を行った。
さらにアンゴラでの、2回の収集遠征を行い、1937年から、ポルトガルのコインブラ大学の植物学者、ルイス・カリーソ(Luis Carrisso) とメンドーサ(Francisco de Ascensão Mendonça)と大英博物館のアーサー・ウォリス・エクセルの調査に参加し、13,000km大規模の地域を調査した。この遠征でカリーソは熱病で病死するが、遠征は続けられ、この成果は1937年と1951年に出版された 'Conspectus Florae Angolensis'に記載された。1947年にアンゴラ北部のDundoの森での採取を行った。ゴスヴァイラーの集めた標本は約14000点に達し、各国の標本館に保存されている。1936年にアンゴラの農業に対する活動が評価されて、ポルトガル政府から'Comenda da Ordem do Imperio Colonial'を受勲した。1950年にはロンドン・リンネ協会の外国人会員に選ばれた。
キク科の属、Gossweileraなどに献名されている。

## 著書
- Gossweiler, John (1918). Contribuição para o estudo da flora do Maiombe português: apontamentos sôbre algumas madeiras comerciais (in Portuguese). Luanda: Imprensa nacional de Angola.
- John Gossweiler; Arthur Wallis Exell; Ronald Good; Spencer Le Marchant Moore, S. Greves, Edmund Gilbert Baker (1926). Mr.  John Gossweiler's Plants from Angola and Portuguese Congo (in English). London: R. Hardwicke.  Cite uses deprecated parameters (help)
- Alston, Arthur Hugh Garfit (1934). Mr. John Gossweiler's Plants from Angola and Portuguese Congo: Pteridophyta.
- Gossweiler, John; Mendonça, F.A. (1939). Carta fitogeográfica de Angola : Memória descritiva dos principais tipos de vegetação da colónia determinados pelos seus aspectos fisiográficos e caracteres ecológicos segundo a nomenclatura de Rübel (in Portuguese). Ed. do Government Geral de Angola.
- Gossweiler, John (1950). Flora exótica de Angola: nomes vulgares e origem das plantas cultivadas ou sub-espontâneas (in Portuguese). Luanda: Imprensa nacional.
- Gossweiler, John (1953). Nomes indígenas de plantas de Angola (in Portuguese). Luanda: Impr. Nacional.
- Martins, E.S. (1994). "John Gossweiler - Contribuiçâo da sua obra para o conhecimento da flora angolana" - Garcia de Orta, Sér. Botânica 12: 39-68.